# Албоино I дела Скала
Вижте пояснителната страница за други личности с името Албоино дела Скала.
Албоино I дела Скала (на италиански: Alboino I della Scala, * ок. 1284 във Верона, † 29 ноември 1311 пак там) от рода Скалиджери (дела Скала) е кондотиер и господар на Верона от 1304 г. до смъртта си.

## Произход
Той е вторият син на Алберто I дела Скала († 1301), който управлява града от 1277 до 1301 г., и на съпругата му Верде ди Салицоле (*1241, † 1306). Има
- Костанца († 1306), маркиза на Ферара като съпруга на Обицо II д’Есте и господарка на Мантуа като съпруга на Гуидо Буонаколси
- Барбара († 1297), съпруга на Джовани да Кара
- Бартоломео I († 7 март 1304), господар на Верона (1301 – 1304), съпруг на Констанца ди Звевия
- Франческо, нар. Кангранде I (* 9 март 1291, † 18 юли 1329) сърегент от 1308, имперски викарий на Верона заедно с брат му Албоино I от март 1311, господар на Верона 1312 – 1329

## Биография
През 1289 г., доста млад, получава синекурна длъжност в капитула на катедралата на Верона, на която остава до август или декември 1295 г.
Става господар на Верона след смъртта на брат си Бартоломео I дела Скала през 1304) г. Бартоломео му оставя трона, въпреки че има законен син (Франческо), за да не създава разногласия в семейството. Албоино I е първият владетел на Верона, комуто от началото на управлението е дадено както капитанството, така и длъжността подест на търговците (той заема последната длъжност лично, а не чрез викарий). С него частните активи на семейството бавно се нареждат редом до тези на Комуната и след кратко време разлика между двете почти няма: по този начин, благодарение на бъдещите победоносни войни, активите на рода Скалиджери стават едни от най-големите в Европа.
Въпреки че Албоино I предлага собственото си посредничество в острия спор между Падуа и Венеция (март – април 1304 г.), на 18 май 1304 г. той преминава към официален съюз с Падуа срещу Венеция. Няколко месеца по-късно обаче т. нар. „Солена война“ завършва с поражение в Падуа и сключеният в Тревизо мирен договор бележи края на краткия антивенециански период на Верона.
През 1305 г. Албоино I е въвлечен във войната с рода Есте. Той насочва вниманието си към Бреша, понеже цели да завладее територия, достигаща провинция Бергамо. През май 1305 г. сключва първи съюз с верния си съюзник Бонаколси и с Бреша. През ноември същата година е сключен и съюз, с който гореспоменатите лица и Джиберто да Кореджо се съюзяват против маркграфа на Ферара, Модена и Реджо Ацо VIII д'Есте – постоянна опасност за гибелинитe. През януари 1306 г. в Мантуа са сключени редица споразумения, които включват и Болоня, Реджо и Модена, и Франческо д'Есте. През февруари в Болоня е създадена окончателната лига. Тя е препотвърдена в Судзара през март 1307 г., когато в нея влиза и родът Да Полента. През лятото на 1306 г. експедиция, водена от Албоино, пресича река По по мост от лодки и опустошава района на Полезине, достигайки до портите на Ферара, но без решителна победа. Войната се възобновява през 1307 г., все още без важни победи, но с набези. Смъртта на Ацо III води до преустановяване на военните действия и на 3 и на 15 март 1308 г. се подписва мирен договор в Монтегрото: така Албоино I се освобождава временно от врага.
През 1308 г. Албоино I взима най-малкия си брат Кангранде I дела Скала за сърегент, който го наследява след смъртта му. През 1309 г. двамата се притичват на помощ на Парма и Пиаченца, които са в затруднение в борбите с гвелфите, но без успех.
Благодарение на лигата от април 1308 г. с Отон Каринтски на север настъпва относителен мир. През следващите месеци Албоино I се занимава активно с фракционна борба в различните градове в Паданската низина. Той предоставя помощ на Джиберто да Кореджо, прогонен от Парма от родовете Лупи и Роси, защитава брешанците от атаките на гвелфите и подновява, както през 1308 г., така и през 1309 г., лигата с Мантуа, Бреша, Парма и Модена. През 1309 г. заедно с брат си Кангранде и с Бонаколси се намесва в Пиаченца в полза на Алберто Скоти, а през 1310 г. – и в района на Реджо в подкрепа на рода да Сесо.
Междувременно в Германия Хайнрих VII Люксембургски е избран за император на Свещената Римска империя. Братята Скалиджери са сред първите, които изпращат посланици с обещания за военна и финансова помощ за предстоящето му идване в Италия за коронацията. Те пизращат посланици отново при императора и получават обещанието му да премине през Верона. Въпреки това Албоино I и брат му научават за желанието на Хайнрих VII графовете гвелфи на Самбонифачо да се върнат във Верона за помирение. Те решават да не присъстват на коронацията в знак на протест и на тяхно място са пратени епископът на Верона и някои посланици. Албоино и Кагранде дори се отричат от господарството си, бидейки обаче сигурни, че веронезците не биха искали да ги загубят, и имат право.
Първоначално императорът назначава веронезеца Ваницено Ланфранки за имперски викарий, но скоро му се налага да промени решението си и на 7 март 1311 г. той назначава двамата братя Албоино и Кангранде за имперски викарии на града: по този начин те са инвестирани както от Комуната, така и от императора. Отрицателната страна на викарията обаче е финансовата – той струва много пари и е тяхно задължение да има контингент войници, които да могат да придружават суверена. Комуна Верона обещава на Хайнрих VII 3435 златни флорина, докато други 3000 флорина са изпратени на имперския викарий на Ломбардия Амадей V Савойски.
Падуа не приема върховенството на гибелините и, въпреки че са ѝ предложени привилегии, комуната отказва и се подготвя за война. Тогава императорът решава да прати експедиция срещу нея. Имперската армия минава през Верона, където двамата братя предлагат своята помощ. Оттам те заминават за Виченца, която е под властта на Падуа: на 15 април 1311 г., малко преди пристигането на имперските войски, войските на Виченца окупират площадите на града и малко след това веронските и имперските войски влизат в града и го освобождават. Така Виченца става временно автономна. След като възвръщат свободата си и са сигурни в подкрепата на Албоино и Кангранде, вичентинците започват да провокират падуанците: кулминацията настъпва с отклоняването на река Бакильоне.
Междувременно двамата братя участват с Хайнрих VII в обсадата на Бреша, завършила през септември, в която Албоино I се разболява. Той умира на 29 ноември 1311 г. Наследен е от брат си Кангранде I дела Скала.

## Брак и потомство
∞ 1. септември 1298 за Катерина Висконти (* 1282, † 1311), дъщеря на Матео I Висконти, господар на Милано, от която има една или две дъщери:
- Верде дела Скала († 1340), ∞ 1. 1316 за Рицардо III да Камино, 2. 1340 за Уголино Гонзага, син на Гуидо Гонзага – господар на Мантуа
- Омелия дела Скала, вероятна

2. 1306 за Беатриче да Кореджо (* 1286, † 1321), дъщеря на Гиберто III да Кореджо, господар на Кореджо, и на съпругата му Елена Маласпина, от която има двама сина и една дъщеря:
- Алберто II дела Скала (* 1308, † 1352), господар на Верона, ∞ 1312 г. за Агнес, извънбрачна дъщеря на граф Хайнрих II от Гориция, от която няма деца. Има четири извънбрачни деца.
- Мастино II дела Скала (* 1306, † 1352), господар на Верона, ∞ 1323 за Тадеа да Карара от Падуа, дъщеря на Якопо I, господар на Падуа, и на съпругата му Елизабета Градениго, патриция на Венеция, от която има осем деца. Има и пет извънбрачни сина.
- Албоина дела Скала (* ок. 1390, † 8 февруари 1375), игуменка на манастира „Сан Микеле ин Кампаня“ във Верона

Има и един извънбрачен син:
- Пиетро дела Скала, каноник на Катедралата на Верона.